# ハインリヒ・マルシュナー
ハインリヒ・アウグスト・マルシュナー（Heinrich August Marschner, *1795年8月16日 ツィッタウ - †1861年12月14日 ハノーファー）は、ドイツ・ロマン派音楽の作曲家。ドレスデンとライプツィヒの楽長を務め、1831年からハノーファー宮廷楽団の指揮者となる。その生涯と活躍は、リヒャルト・ワーグナーの陰に隠れてしまった。

## 生涯
ボヘミア系の職人の家庭に生まれる。早くから作曲を始め、恩師でトーマス教会カントルのヨハン・ゴットフリート・シヒトの保護のもとに置かれる。
1817年にプレスブルクのツィヒー伯爵夫人の音楽教師に就任。同年に最初のオペラに着手する。中でも『アンリ4世とドービニェ』（Heinrich IV und d'Aubigné ）は、カール・マリア・フォン・ウェーバーの指揮により1820年にドレスデンで初演された。1821年にドレスデンに移り、1824年から同地の歌劇場の音楽監督に就任する。1825年にドレスデンで初演されたオペラ『野盗』（Der Holzdieb ）によってマルシュナーは、ウェーバー風の国民オペラの伝統を維持している。
1827年からライプツィヒ歌劇場の指揮者として過ごした後、1831年にハノーファー宮廷歌劇場の楽長に就任する。ハノーファー時代に最も重要なマルシュナー作品が作り出される。ドイツ語ロマンティック・オペラの鍵となるべき『ハンス・ハイリング』である。このオペラの作曲によって、マルシュナーは活動の頂点を極める。しばらくはその後の作品によっても成功を収めたが、やがてマルシュナーはジャコモ・マイアベーアや、後にはリヒャルト・ワーグナーの輝かしい名声によって、日陰に置かれてしまう。ベルリン宮廷歌劇場のガスパーレ・スポンティーニの後任楽長になろうと望むが、希望はかなえられなかった。このため1859年までハノーファー歌劇場に留任した。
マルシュナーは最晩年になると、ほとんど忘れられたに等しかった。1861年にハノーファーにて逝去した。同地のノイシュテッター墓地に埋葬されている。ゲオルクシュトラーセにマルシュナーの記念碑が建立されている。
存命中のマルシュナーは、フェリックス・メンデルスゾーンやロベルト・シューマン、リヒャルト・ワーグナーらといった同僚の中で、高い評価を受けていた。マルシュナーにおいて劇的に導かれたシュプレヒゲザングを、自作の抒情悲劇の中で完成させたのがワーグナーである。マルシュナーの最も有名な旋律はロマンティック・オペラ『ハンス・ハイリング』にあり、これはアントニン・ドヴォルザークの『新世界交響曲』の中でも利用されている。シューマンは、マルシュナーの『聖堂騎士とユダヤの女』の旋律を『交響的練習曲』の終曲に用いた。
マルシュナーの末裔はグレーヴェンブローホに健在で、ベルリンにはその分家がある。とりわけリザ・マルシュナーは、定期的に演奏会を催してアリアを歌い、ゼバスティアン・ローゼマンやザーラ・ゼレリーと二重唱も行なっている。ヴォルフガング・マルシュナーはヴァイオリニスト・作曲家として活動している。

## オペラ
- Titus 1817年
- Der Kyffhäuserberg 1817年 (初演：1822年1月2日 ツィッタウ)
- Saidar und Zulima 1818年 (初演：1818年11月26日 プレスブルク)
- Heinrich IV und d'Aubigné 1819年 (初演：1820年7月19日 ドレスデン)
- Der Holzdieb (初演：22. Februar 1825年 ドレスデン宮廷)
- ルクレツィア Lukretia (初演：17. Januar 1827年 ダンツィヒ)
- 吸血鬼 Der Vampyr (初演：29. März 1828年 ライプツィヒ)
- 聖堂騎士とユダヤの女 Der Templer und die Jüdin (初演：1829年12月22日 ライプツィヒ)
- Des Falkners Braut (初演：1832年5月10日 ライプツィヒ)
- ハンス・ハイリング Hans Heiling (初演：1833年5月24日 ベルリンのプロイセン宮廷)
- Das Schloß am Ätna (初演：1836年1月29日 ライプツィヒ)
- Der Bäbu (初演：1838年2月19日 ハノーファー宮廷)
- Das stille Volk
- アリババ Ali Baba (初演：1823年7月22日 ドレスデン)
- ベルリンのウィーンっ子 Der Wiener in Berlin
- Fridthjof's Saga
- Kaiser Adolph von Nassau (初演：1845年1月5日 ドレスデン)
- Austin (初演：1852年1月25日 ハノーファー)
- Sangskönig Hiarne und das Tyringschwert (初演：1863年9月13日 フランクフルト・アム・マイン)

## ジングシュピール
- Schön Ella 1822年
- Prinz Friedrich von Homburg
- Der Goldschmied von Ulm 1856年
- Die Hermannschlacht